# بروماث
بروماث (بالفرنسية: Brumath)‏ هي بلدية تقع في إقليم الراين الأسفل من منطقة ألزاس في شمال شرق فرنسا. تبلغ مساحة هذه المدينة 29.54 (كم²)، يبلغ عدد سكانها 9737 نسمة حسب إحصاء المعهد الوطني للإحصاء والدراسات الاقتصادية سنة 2009 م. وترأس Etienne Wolf البلدية خلال فترة (2001 - 2008).

## توأمة
لبروماث اتفاقيات توأمة مع:
- دينغولفينغ

## وصلات خارجية
- صفحة البلدية على موقع المعهد الوطني للإحصاء والدراسات الاقتصادية